# Czeczino
Czeczino (ros. Чечино) – wieś w Rosji, w rejonie czerepowieckim obwodu wołogodzkiego. W 2021 r. była niezamieszkana.